# Kristjan Hočevar
Kristjan Hočevar (Pijavice, 3 maggio 1999) è un ex ciclista su strada e pistard sloveno.

## Palmarès

### Strada
- 2018 (Dilettanti, una vittoria)

Trofej Učka
- 2023 (Adria Mobil, una vittoria)

4ª tappa Belgrado-Banja Luka (Novi Grad > Banja Luka)

#### Altri successi
- 2021 (Adria Mobil)

Classifica giovani Tour of Slovenia

### Pista
- 2021

Campionati sloveni, Inseguimento a squadre (con David Per, Boštjan Murn e Gal Glivar)

## Piazzamenti

### Competizioni europee
- Campionati europei

Trento 2021 - In linea Under-23: 33º